# Corybas cerasinus
Corybas cerasinus är en orkidéart som beskrevs av David Lloyd Jones och Bruce Gray. Corybas cerasinus ingår i släktet Corybas, och familjen orkidéer.
Artens utbredningsområde är Queensland. Inga underarter finns listade i Catalogue of Life.